# Carte d'Arenberg de la prévôté de Neufchâteau en 1609

La Carte d'Arenberg de la prévôté de Neufchâteau en 1609 est une peinture à l'huile sur toile de 3,7 × 2,1 mètres.
Elle a été levée et peinte en 1609 à l'initiative de Charles d'Arenberg (1550-1616), seigneur, entre autres lieux, de la Terre de Neufchâteau, aujourd’hui située en Belgique dans la province de Luxembourg, mais à l’époque faisant partie du duché de Luxembourg.

## Description
Il s'agit d'une vue panoramique de la ville de Neufchâteau entourée de ses remparts percés de trois portes (deux sont visibles sur la carte), bâtie au pied de son superbe château fort. Aux alentours, sont représentés les différents villages et hameaux de la Terre.
Le cartouche peint dans la partie supérieure gauche de la carte porte l'inscription LA TERRE ET PREVOSTEE DE NEVFCHASTEAV AVECQZ SES DESPENDENCES . Sous cette inscription, figure la date de 1609. Les dépendances en question sont le Ban de Mellier et la seigneurie de Bertrix.
Cette œuvre, bien que présentant probablement quelques légères inexactitudes, est du plus haut intérêt pour tout qui s'intéresse à l'histoire de Neufchâteau et de sa région.

## Historique de l'œuvre
En 1616, le fils de Charles d'Arenberg, Antoine d'Arenberg, comte de Seneghem, entre dans les ordres. À cette occasion, un inventaire des meubles qu'il délaisse est dressé. Dans cet inventaire figure "une charte de la terre de Nœufchasteau faicte a l'huille sur de la toille. Une aultre de Nœufchasteau faicte a la plume avec ses couleurs."
P. Hannick et Jean-Marie Duvosquel (voir plus bas) pensent que la carte en couleur sur papier était le document de base qui servit à peindre le tableau à l'huile qui nous occupe.
Celui-ci a fait partie du séquestre des biens de la Maison d'Arenberg après la guerre 1914-1918.
Il fut alors confié aux Archives générales du Royaume.
Puis, de 1961 à 1968, il sera hébergé dans les salons de l'ancienne abbaye bénédictine de Saint-Hubert (siège du nouveau centre culturel provincial).
En 1968, il arrive à Neufchâteau à l'occasion de l'exposition Terre de Neufchâteau.
En 1980, il quitte l'hôtel de ville de Neufchâteau pour aboutir au dépôt des Archives de l'État à Arlon où il est accroché dans la trémie d'escalier, offrant ainsi une occasion de l'apprécier pleinement.
Quant à l'œuvre sur papier, elle a aujourd’hui disparu.
C'est à un avocat de Neufchâteau, amateur d'art et d'histoire, Jules Déome (1830-1913), que nous devons l'initiative d'une copie qu'il fit exécuter par un peintre nommé Dubois-Petit.
Ce second tableau, d'une taille à peine inférieure à l'original, fut acquis par Louis Gourdet (coauteur, avec Arsène Geubel d'une Histoire du Pays de Neufchâteau, Gembloux, 1956) qui, en 1980, l'offrit à la Ville de Neufchâteau qui l'a exposé dans un des locaux de l'hôtel de ville.
Le Crédit Communal de Belgique a édité, en 1996, cette source picturale exceptionnelle. Cette édition est commentée et enrichie d'un dossier cartographique (XVIIIe-XXe siècle) par Pierre Hannick et Jean-Marie Duvosquel.